# Pacaraos
Pacaraos es una localidad peruana, capital del distrito homónimo ubicado de la provincia de Huaral en el departamento de Lima. Administrativamente se halla en la circunscripción del Gobierno Regional de Lima. Fue fundada en 1536 con el nombre de villa de Santa Lucía de Pacaraos por orden del conquistador Francisco Pizarro.  Se ubica a 3396 m s. n. m.
Hasta mediados del siglo XX subsistió entre sus habitantes el dialecto quechua de Pacaraos.